# Bill Nelson (hudebník)
Bill Nelson (* jako William Nelson; 18. prosince 1948 Wakefield, West Yorkshire, Anglie) je britský rockový kytarista, zpěvák, hudební producent a skladatel.
Studoval na Wakefield College. V roce 1972 spoluzaložil skupinu Be-Bop Deluxe, ve které působil do roku 1978. Později spolu se svým bratrem Ianem založil krátce existující skupinu Red Noise. Později se věnoval sólové kariéře a spolupracoval s dalšími hudebníky, jako jsou například David Sylvian nebo Harold Budd.